# هنری هشتم و شش همسرش
هنری هشتم و شش همسرش (به انگلیسی: Henry VIII and His Six Wives) فیلمی محصول سال ۱۹۷۲ و به کارگردانی وارث حسین است. در این فیلم بازیگرانی همچون کیت میشل، دونالد پلزنس، شارلوت رمپلینگ، جین اشر، لین فردریک، فرانسس کوکا، باربارا لی-هانت، برایان بلسد، مایکل گودلیف، مایکل بیرن، پیتر مدن و گارفیلد مرگان ایفای نقش کرده‌اند.